# Tomapoderopsis subconicollis
Tomapoderopsis subconicollis es una especie de coleóptero de la familia Attelabidae.

## Distribución geográfica
Habita en Birmania y Vietnam.